# Косарчин Ярослав Григорович
Яросла́в-Василь Григо́рович Коса́рчин (псевдо.: «Байрак», «Козак», «7-7», «Вівчар»; 15 серпня 1919, с. Нагірянка (нині Бучач, Тернопільська область) — 13 грудня 1951, с. Сваричів, Рожнятівський район, Івано-Франківська область) — український військовик, сотник УПА, командир ТВ-23 «Магура» (квітень 1945 — осінь 1949), крайовий провідник Карпатського краю ОУН (літо 1951 — 13 грудня 1951).
Лицар Срібного Хреста Бойової Заслуги 2-го класу (1946).

## Життєпис

### Дитинство. Юність
Ярослав-Василь Косарчин народився 15 серпня 1919 року в селі Нагірянці (нині в межах м. Бучача Тернопільської області) у священичій родині.
Середню освіту здобув у державній польськомовній гімназії Бучачa, яку закінчив у 1937 році. Навчався у Львівському ветеринарному інституті (1939—1941 рр.), на ветеринарному факультеті Львівської медичної академії (1941—1944 рр.).
Працював на посаді організатора-люстратора Бучацького відділення «Українського кооперативного банку» (або «Українбанку») перед Другою світовою війною.

### У лавах ОУН та УПА

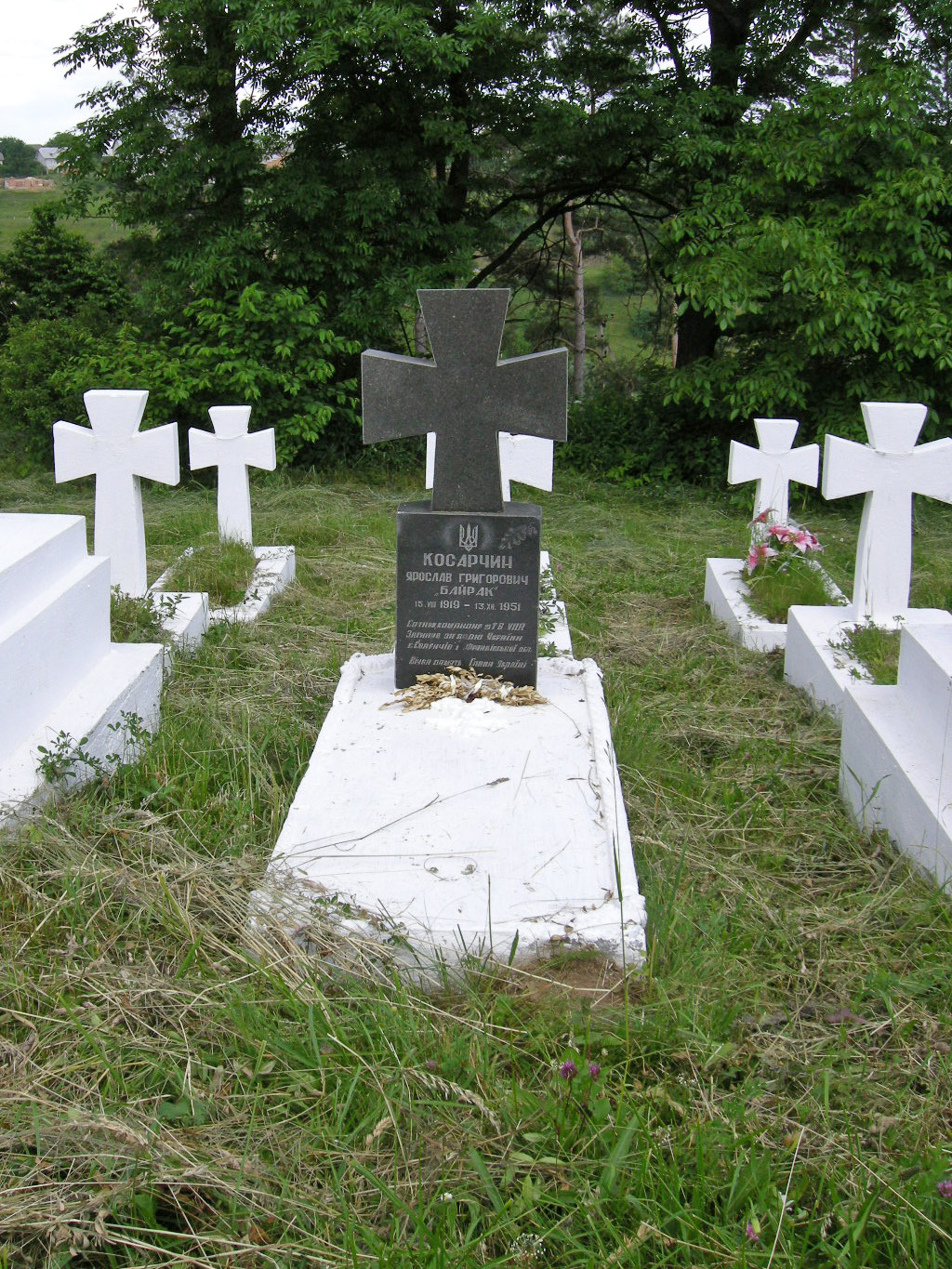
Символічна могила Ярослава Косарчина на меморіалі Українських січових стрільців та УГА на Нагірянському цвинтарі

У 1939 році вступив до ОУН, у 1940—1942 роках очолював студентську референтуру ОУН.
З 1944 року в лавах УПА, до середини липня пройшов вишкіл у старшинській школі «Олені-І», закінчив навчання зі ступенем старшого булавного. Після навчання працював наставником у старшинській школі.
У вересні 1944 року призначений ад'ютантом командира 5-ї Дрогобицької військової округи ВО-5 «Маківка». З весни 1945 року по 1949 рік — командир ТВ-23 «Магура».
Влітку 1946 року, за мужність і героїзм, проявлені у боротьбі за Українську Самостійну Соборну Державу, УГВР нагородила Ярослава Косарчина Срібним Хрестом бойової заслуги УПА 2-го класу й підвищила до звання сотника.
З 1949 по 1951 рік крайовий провідник ОУН «Карпати».
Загинув Ярослав Косарчин 13 грудня 1951 року поблизу с. Сваричів Рожнятівського району Івано-Франківської області.
Місце поховання невідоме. 4 вересня 1996 р. відкрита й освячена його символічна могила на Нагірянському цвинтарі в Бучачі поряд із могилами інших учасників визвольних змагань.

## Нагороди
- Згідно з Наказом крайового військового штабу УПА-Захід ч. 20 від 15.08.1946 р. сотник УПА, командир тактичного відтинку 25 «Магура» Ярослав Косарчин — «Байрак» нагороджений Срібним хрестом бойової заслуги УПА 2 класу[5].

## Вшанування пам'яті
- На честь Ярослава Косарчина названа вулиця в Калуші, на школі № 3 встановлена меморіальна дошка (скульптор — Ігор Семак)[6].
- 24.08.2018 р. від імені Координаційної ради з вшанування пам'яті нагороджених Лицарів ОУН і УПА у с. Золота Слобода Козівського р-ну Тернопільської обл. Срібний хрест бойової заслуги УПА 2 класу (№ 021) переданий Оксані Кавецькій-Косарчин, племінниці Ярослава Косарчина — «Байрака».